# 马东氏蕨科
马东氏蕨科 始于中生代（2.45亿年前至6640万年前）的攀缘蕨类植物。特征是具伞状或盾状膜质囊群盖。叶扇形，裂成窄裂片，或具有很长的中脉，用以帮助攀缘。该科现在仅有各包括两个种的马东氏蕨属和显孢蕨属。